# Malacoctenus polyporosus
Malacoctenus polyporosus är en fiskart som beskrevs av Springer, 1959. Malacoctenus polyporosus ingår i släktet Malacoctenus och familjen Labrisomidae. Inga underarter finns listade i Catalogue of Life.